# جايسون بيرنهام
جايسون بيرنهام (بالإنجليزية: Jason Burnham)‏ هو لاعب كرة قدم بريطاني في مركز ظهير ‏، ولد في 8 مايو 1973 في منسفيلد ‏ في المملكة المتحدة. لعب مع نادي تشستر سيتي ونادي ووستر سيتي ونورثامبتون تاون.